# 948

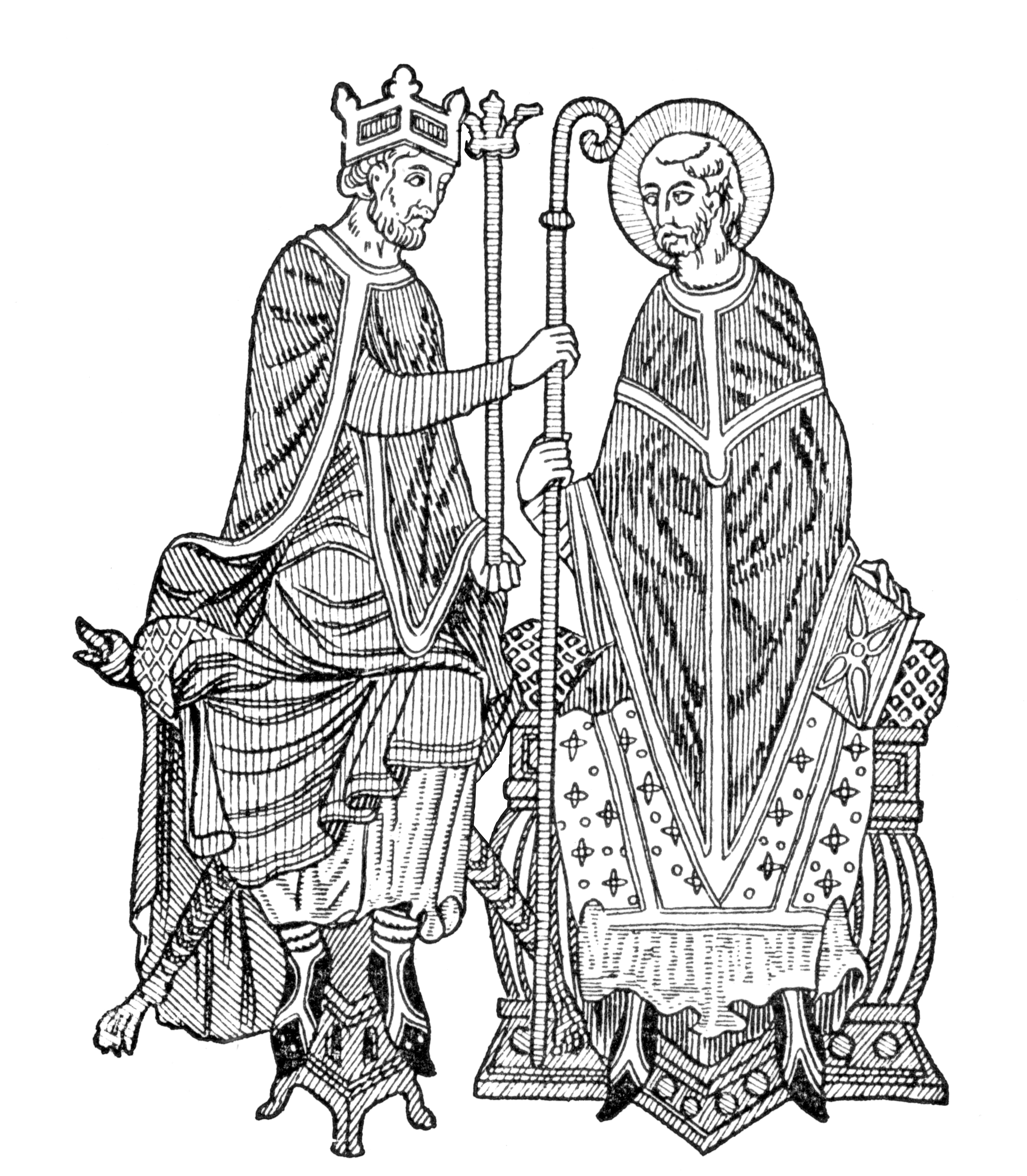
Koning Otto I (links) geeft een bisschop bestuursrecht.

Het jaar 948 is het 48e jaar in de 10e eeuw volgens de christelijke jaartelling.

## Gebeurtenissen

### Europa
- Lente - Koning Otto I ("de Grote") geeft aan de bisschoppen meer macht terug. Hij geeft de bisschoppen adellijke rechten, hierdoor ontstaat het Rijkskerkenstelsel (ofwel het "Ottoonse Stelsel"). De bisschoppen krijgen het recht om Otto te assisteren met het bestuur van het Oost-Frankische Rijk.[1]
- Zomer - Een Arabisch expeditieleger onder leiding van Hassan al-Kalbi landt op Sicilië om een opstand te onderdrukken. Hij herstelt de binnenlandse vrede op het eiland en wordt benoemd tot de officiële heerser (emir) van het Emiraat Sicilië. Het begin van de dynastie de Kalbiden.

### Engeland
- Koning Edred voert een plunderveldtocht in Northumbria en verwoest Whitby Abbey in North Yorkshire. Onderweg naar huis lijdt hij zware verliezen bij Castleford. Edred slaagt erin zijn tegenstanders te verslaan, en de Northumbrians worden gedwongen hem een tribuut te betalen.

### Religie
- 7 juni - Universele Synode van Ingelheim: Paus Agapitus II roept in Ingelheim een synode bijeen. Artald wordt erkend als bisschop van Reims. Het verzet van Hugo de Grote tegen koning Lodewijk IV wordt veroordeeld. Er worden een aantal missiebisdommen in Scandinavië ingesteld: Brandenburg, Havelberg, Ribe, Aarhus en Sleeswijk.

## Geboren
- Emma van Italië, echtgenote van Lotharius II (waarschijnlijke datum)

## Overleden
- 15 juni - Romanos I (Lekapenos), keizer van het Byzantijnse Rijk